# Milník (Bělotín)
Milník je novodobá replika římského milníku. Nachází se u nádraží Bělotín na levém břehu Bělotínského potoka v obci Bělotín v okrese Přerov v nížině Oderská brána v Olomouckém kraji.

## Nápisy na milníku
| „ | Milliarium Bělotín (Beltin) Aurea Milliarium Forum Romanum Roma DCCCL Miles Anno Domini MMIXX | Milník Bělotín (Beltin) Ke zlatému milníku stojícímu u Forum Romanum v Římě 850 mil Zbudováno roku 2019 | “ |

Na zemi před milníkem leží žulová deska s nápisem:
| „ | Milník zbudovaný k 30 letům života ve svobodné zemi. | “ |

Beltin, uvedený v latinském textu, je historický český název obce Bělotín z dob ztráty samostatnosti české země. Tento název se nachází na Komenského mapě Moravy z roku 1624.

## Další informace
Milník ve tvaru osazeného růžového válcového sloupu byl vytvořen pracovníky firmy Kámen Ostroměř podle vzoru známých mílníků římské říše. Materiálem milníku je červený pískovec, který byl dovezen z lomu poblíž partnerského města Höchst im Odenwald, tj. poblíž místa, kde v minulosti stával římský val. Sokl vyrobil kameník Eduard Krasňák. Umístění repliky římského milníku nevzniklo náhodou, protože od pradávna tudy vedla prastará jantarová stezka. Také zde procházel zmiňovaný Jan Amos Komenský a místo bylo a je stále poblíž důležitých historických i současných dopravních „tepen“ oblasti Moravské brány. Od tohoto místa se odvíjela a odvíjí celá řada osudů lidí, kteří Bělotín opouštěli, nebo se sem vraceli, odcházeli pracovat, prchali do exilu, byli eskortováni do věžení atp. Mnoho z nich se domů nevrátilo díky nesmyslným válkám, trestům, úmrtím aj. Projížděly zde velké armády, včetně té okupační z roku 1968. Proto je místo také připomínkou a památníkem/pamětním sloupem vzácných 30 let života ve svobodném Česku, tj. připomíná 30. výročí Sametové revoluce. Vzdálenost ke zlatému milníku na římském Foru Romanu symbolický připomíná známé přísloví, že všechny cesty vedou do Říma, čímž je myšleno do odvěkého svobodného a vzácného světa.

## Galerie

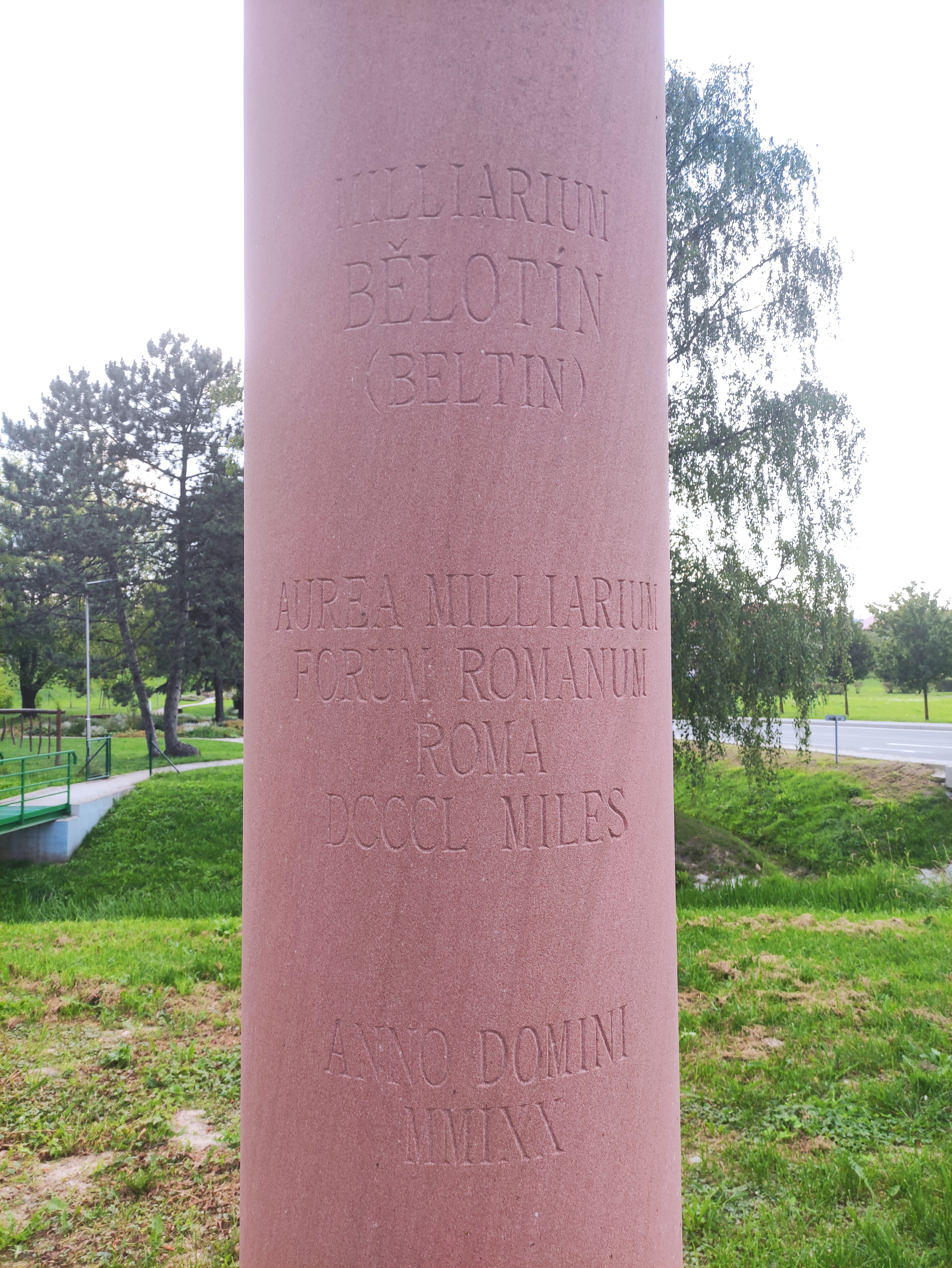
Pískovcový sloup